# Werwolf (vůdcův hlavní stan)

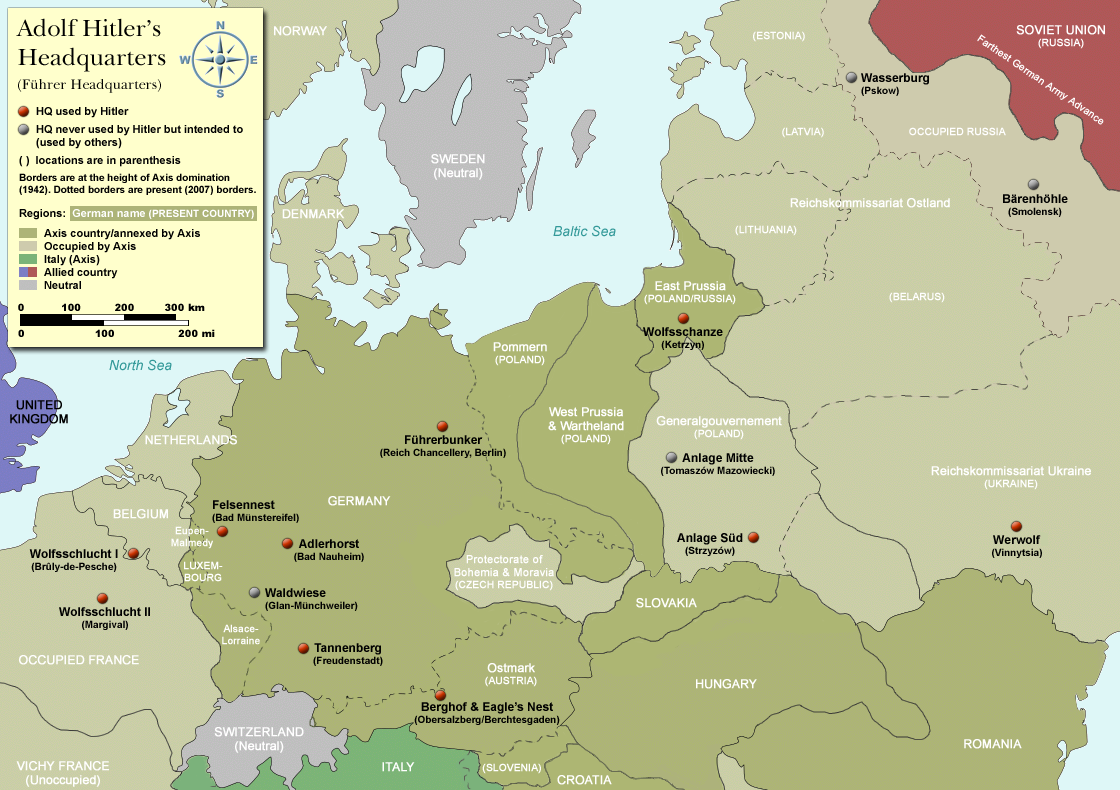
Werwolf u Vinnyce a další vůdcovy hlavní stany na mapě Evropy

Führerhauptquartier Werwolf bylo krycí jméno pro Hitlerovo vojenské velitelství na východní frontě, které bylo užíváno v letech 1942 a 1943. Je umístěné v borovém lese, vzdálené okolo dvanácti kilometrů severně od Vinnyce. Bylo jedním z mnoha vůdcových hlavních stanů, nejvýchodnější z těch, které Hitler užíval osobně.

## Pojmenování
Jméno je odvozeno od slova Werwolf, které v němčině označuje vlkodlaka. Podobně jako Wolfsschanze bylo pojmenování zvoleno dle zažitého schématu krycích jmen pro Führerhauptquartiere. Některá jména vybral Hitler sám, jehož přezdívka Wolf je starogermánská forma křestního jména Adolf.

## Velitelství
Komplex leží v borovém lese přibližně 12 kilometrů severně od Vinnyce na Ukrajině, mezi vesnicemi Stryžavka a Kolo-Michajlovka na kyjevské dálnici. Byl postaven za přísného utajení mezi prosincem 1941 a červnem 1942. Na výběr lokality snad měla vliv nacisty plánovaná transevropská dálnice směřující na Krym, která by místo zpřístupnila. Místní velitelství wehrmachtu bylo ve Vinnyci, a Luftwaffe měla velkou leteckou základnu v Kalinovce vzdálené přibližně 20 km.
Hitler byl ubytován ve skromném srubu umístěném odděleně s vlastním betonovým krytem. Zbytek komplexu sestával z asi dvaceti dřevěných chatek, vojenských baráků a tří bunkrů třídy odolnosti "B". Celý komplex byl chráněn oplocením z ostnatého drátu a obrannými postaveními spojenými podzemními tunely. Několik pozorovacích stanovišť bylo zřízeno na okraji borového lesa v korunách dubů. Celá oblast byla obklopena obranným pásem bunkrů, protiletadlovými děly a tanky, stejně jako protitankovými příkopy a minovými poli.

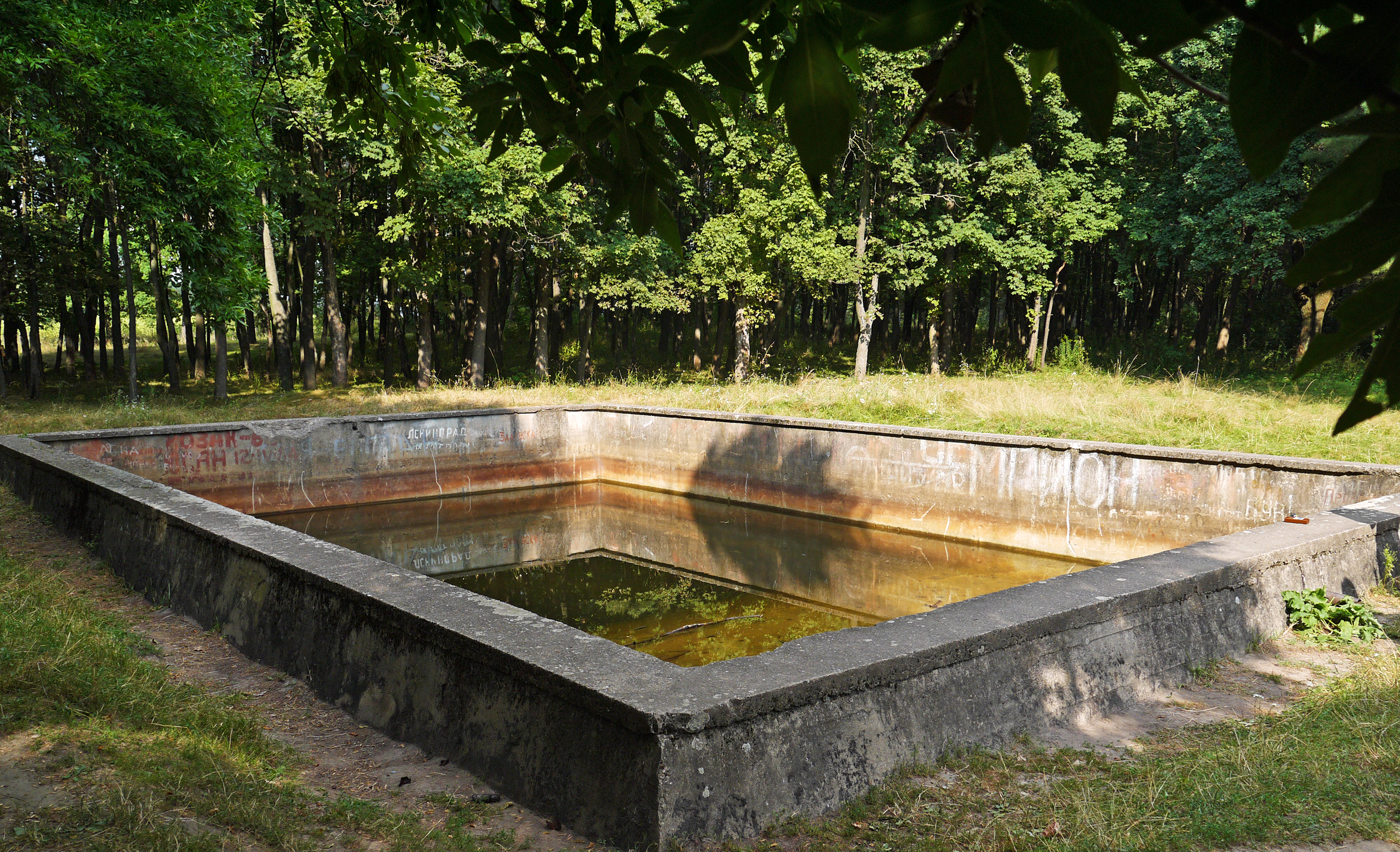
Plavecký bazén je jediným zachovalým objektem

Byla zde čajovna, holičství, lázeň, sauna a kino a dokonce otevřený plavecký bazén. Přestože byl bazén určen především pro Hitlera, ten v něm nikdy neplaval. Rozlehlou zeleninovou zahradu obhospodařovala německá zahradnická firma Zeidenspiner a zajišťovala Hitlerovi bezpečný zdroj potravin. Dvě artéské studny zásobovaly místo vodou, rovněž byl vybudován vlastní zdroj elektrické energie.
Bunkry postavila Organisation Todt s využitím místních ukrajinských dělníků povolaných na nucené práce, ale především nasazením sovětských válečných zajatců. Spousta zde pracujících byla posléze zavražděna, aby se stavba a její účel zachovala v tajnosti. Letiště v blízké Kalinovce zajišťovalo každodenní spojení s Berlínem, let trval tři hodiny. Pravidelné vlaky vyjížděly z Berlina-Charlottenburgu a přijížděly po 34 hodinách do stanice Eichenbein.
Během východního tažení přebýval Adolf Hitler většinou ve Wolfsschanze (nedaleko Rastenburgu ve Východním Prusku); FHQ Werwolf využil pouze třikrát:
- od 16. července do 30. října 1942. Bylo velmi horké počasí, teploty vystoupaly až k 45 °C, a bunkry byly velmi vlhké. Hitler vážně onemocněl chřipkou se čtyřicítkami horečkami. V tomto stavu učinil osudové rozhodnutí a vydal direktivu číslo 45, kterou rozdělil skupinu armád Jih na dvě části, aby dosáhl Stalingrad a kavkazská ropná pole současně;
- od 19. února do 13. března 1943;
- od 27. srpna do 15. září 1943.

## Historie a současnost
Nacisté při ústupu celý komplex zničili a zaminovali přístup do podzemí. Z rozkazu Stalina byla lokalita po odchodu nacistů v březnu 1944 prozkoumána, ale žádná dokumentace se nenašla. Podzemní části komplexu sověti trvale znepřístupnili.

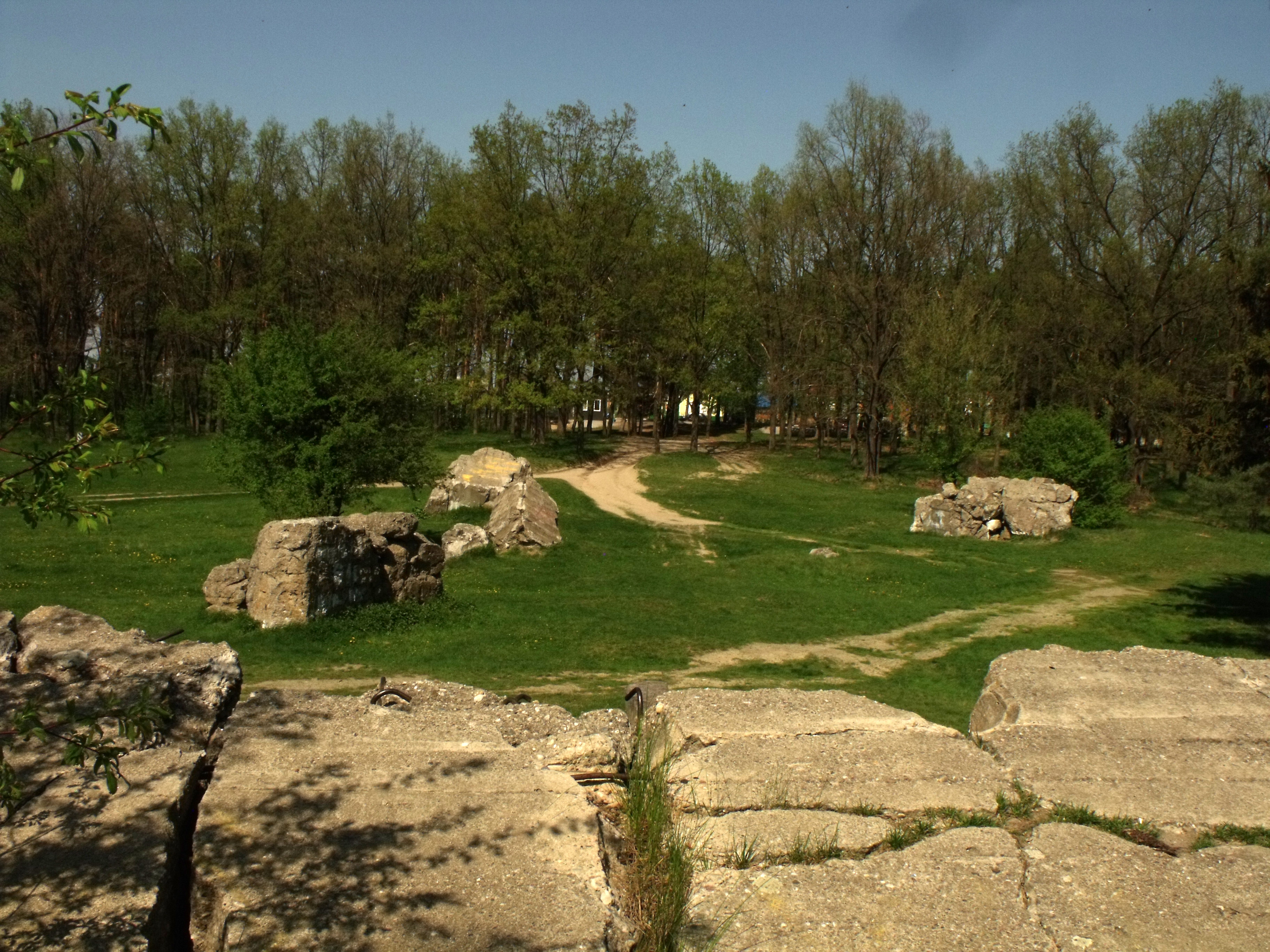

Dosud se zachoval pouze plavecký bazén a viditelná zůstávají jen torza betonových staveb. Místo je volně přístupné a slouží jako odpočinková oblast. Nedaleko je památník tisíců obětí nucených prací a dalších obětí zavražděných nacisty a zahrabaných ve Stryžavce.
Zbytky velitelského komplexu jsou památkově chráněny, jsou zapsány v seznamu nemovitých památek Ukrajiny pod číslem 05-206-0059.